# IC 47
IC 47 ist eine Galaxie vom Hubble-Typ S? im Sternbild Walfisch am Südsternhimmel. Sie ist schätzungsweise 576 Millionen Lichtjahre von der Milchstraße entfernt und hat einen Durchmesser von etwa 85.000 Lichtjahren.
Entdeckt wurde das Objekt am 23. August 1892 vom französischen Astronomen Stéphane Javelle.